# Кирил Харалампиев
Кирил Харалампиев е български фолклорист, хореограф, педагог, изследовател и теоретик с огромен принос в изграждането на професионалната танцова школа и методология. Носител на престижни награди. Създател на над 60 сценични танцови произведения с подчертано авторска позиция и връзка с традициите на българския фолклор. Негови ученици са личности като Нешка Робева, Симеон Васев и Валентин Кенов.

## Биография
Кирил Харалампиев е роден на 10 април 1926 г. в село Шишковци, Кюстендилско, в семейството на селски стопани. Завършва художествената академия в София. През 1948 г. започва да ръководи танцови състави. Две години по-късно основава танцовия колектив „Владимир Маяковски“. Под негово ръководство колективът се класира на първо място на 4-ти световен младежки фестивал в Москва (1957) и на републиканския фестивал в София (1959). С него той изнася много бройни концерти в страната и чужбина: СССР (1957), Румъния (1956), Швейцария (1958), о-в Кипър, Франция и др. През 1952 г. е командирован в СССР с група хореографи да проучат тамошните специалисти и начин на преподаване.
Същевременно от 1954 г. Кирил Харалампиев завежда отдел танцова самодейност при Централния дом за народно творчество, а от 1956 г. е и преподавател по народни танци в средното държавно хореографско училище. Основател и пръв ръководител на отдел Български танци, като училището по негово време се преименува на Държавно хореографско училище.
Той е един от авторите на „Терминология на българската хореография“ (съвместно с Кирил Дженев, Тошко Кючуков и П. Захариев). Пише също статии и материали и изнася беседи по въпросите на танцовото изкуство, редактира и създава сборници от народни танци и обработки. В съавторство с Кирил Дженев издават „Теория за строежа на движенията в българската народна хореография“ (1965) и „Универсален танцопис“ (1971) на издателство „Наука и изкуство“.
Заместник-директор е на Държавното хореографско училище в София (1967 – 1980).
Главен балетмайстор на Ансамбъла при Строителни войски (1974 – 1976).
Главен хореограф на Държавния ансамбъл за народни песни и танци „Пирин“ – Благоевград (1976 – 1985).
Умира на 3 август 1986 г.

## Произведения
Кирил Харалампиев е създател на над 60 сценични танцови произведения с подчертано авторска позиция и връзка с традициите на българския фолклор (1926 – 1986). Между най-сполучливите му постановки изпъква: „Сборенка“, „Грънчарско“, „Мъдрото“, „Комитско либе“, „Тракийска копаница“, „Мъжки шопски танц“ и др.